# Sapho, Vénus de Lesbos
Pour plus de détails, voir Fiche technique et Distribution.
Sapho, Vénus de Lesbos (titre original : Saffo, Venere di Lesbo) est un film italo-francais réalisé par Pietro Francisci, sorti en 1960.

## Synopsis
Sur l'île de Lesbos, Sapho tombe amoureuse de Phaon, officier de la garde du roi et chef de la révolte contre Mélanchros. Atthis, jalouse, dénonce à Hyperbios la présence dans le temple de Phaon. Celui-ci est envoyé en exil en Thrace, tandis que Sapho, pour éviter d'épouser Hyperbios, se réfugie avec une élève prêtresse dans la thiase au temple d'Aphrodite.
Pendant son voyage, Phaon est surpris par une tempête et transporté dans le règne sous-marin de Poséidon. L'intervention d'Aphrodite le libère de tout péril : retrouvant ses guerriers, il réussit à détrôner Mélanchros et tue Hyperbios en duel. Rentré à Mytilène, il épouse sa bien-aimée Sapho.

## Fiche technique
- Titre original : Saffo, Venere di Lesbo
- Titre en français : Sapho, Vénus de Lesbos
- Réalisation : Pietro Francisci
- Scénario : Pietro Francisci, Ennio de Concini et Luciano Martino
- version française sous la direction de Serge Plaute, adaptation française : Louis Sauvat
- Production : Gianni Hecht Lucari
- Musique : Angelo Francesco Lavagnino
- Photographie : Carlo Carlini
- Montage : Nino Baragli
- Pays d'origine :  Italie,  France
- Durée : 97 minutes
- Genre : péplum, film d'aventure
- Dates de sortie :  24 aout 1960,   18 novembre 1960

## Distribution
- Tina Louise : Sapho
- Kerwin Mathews  (VF : Bernard Woringer) : Phaon
- Riccardo Garrone  (VF : Paul-Emile Deiber) : Yperbios le chef des gardes
- Alberto Farnese  (VF : René Arrieu) : Caraxos
- Antonio Corevi : le commandant de la trirème
- Piero Pastore  (VF : Albert Augier) : officier
- Susy Andersen : Actis (vf : Attidéa)
- Enrico Maria Salerno  (VF : Michel Roux) : le roi Melancros
- Annie Gorassini : Dyla
- Andrea Fantasia  (VF : Louis Arbessier) : Pittacos
- Thea Fleming : conductrice de char
- Marco Mariani : officier des impôts
- Aldo Pini : Demetrius
- Strelsa Brown  (VF : Marie Francey) : la prêtresse
- Raoul Rodi  (VF : René Blancard) : le serviteur de Phaon
- Renzo Cesana  (VF : Jean Violette) : Paeone
- et avec les voix françaises de : Roger Rudel, Serge Lhorca sur 2 partisans de Phaon